# The Little Brother
The Little Brother è un film muto del 1917 diretto - sotto la supervisione di Thomas H. Ince - da Charles Miller.

## Trama
Dopo essersi laureata, Jerry Ross raggiunge in Messico il suo benefattore, Frank Girard. Girard l'aveva incontrata anni prima quando Jerry si guadagnava da vivere vendendo giornali agli angoli delle strade. Vestita in abiti maschili, Gerard l'aveva scambiata per un ragazzo e l'aveva presa sotto la sua protezione senza rendersi conto che Jerry era una lei e non un lui. Al college, dove Gerard l'aveva mandata a studiare, Jerry aveva ripreso la propria identità femminile. Adesso, in Messico, la sorella di Gerard cerca di opporsi al legame che si sta instaurando tra la nuova arrivata e il fratello che ha scoperto con sorpresa il vero sesso del suo protetto. Mandata via, Jerry sta per partire in treno quando viene raggiunta da Gerard che le impedisce di andarsene confessandole il suo amore.

## Produzione
Il film fu prodotto dalla Kay-Bee Pictures e dalla New York Motion Picture.

## Distribuzione
Distribuito dalla Triangle Distributing, il film uscì nelle sale cinematografiche degli Stati Uniti l'11 marzo 1917. In Danimarca, prese il titolo Gennem Kamp til Sejr.
Non si conoscono copie ancora esistenti della pellicola che viene considerata presumibilmente perduta.